# 聖母被昇天 (カラッチ)
『聖母被昇天』（せいぼひしょうてん、西: La Asunción de la Virgen、英: Assumption of the Virgin）は、イタリアのバロック絵画の巨匠アンニーバレ・カラッチが1588-1590年にキャンバス上に油彩で制作した絵画である。カトリック教会の教義である「聖母マリアの被昇天」を主題としている。第6代モンテレイ伯爵 (Count of Monterrey) によりイタリアからもたらされ、スペイン王フェリペ4世に献上された作品で、1656年にエル・エスコリアル修道院に運ばれた。1839年以来、マドリードのプラド美術館に所蔵されている。

## 作品
本作を誰が、いつ委嘱したかは何もわかっていない。サイズが比較的小さいため、個人の礼拝堂のための作品であった可能性がある。1587年制作のアルテ・マイスター絵画館 (ドレスデン) にある別の『聖母被昇天』の準備作品として誤って考えられたことがあるが、コレッジョの名残を留めるドレスデンの作品と関わりがないことは確かである。
プラド美術館の『聖母被昇天』は古典主義の要素を持っているが、アンニーバレがヴェネツィア派の画家、とりわけティツィアーノ、ティントレットに魅惑されていたことを示している。後者の『聖母被昇天』 (イ・ジェズィーティ教会、ヴェネツィア) は、アンニーバレに感銘を与えたにちがいない。また、ヴェロネーゼも彼を触発した可能性がある。いずれにしても、アンニーバレは、本作でヴェネツィア派絵画の伝統である「シミ」と「色彩」の実験をしているようである。
なお、カラッチは、祭壇画の『聖母被昇天』 (1600-1601年) をローマのサンタ・マリア・デル・ポポロ聖堂のチェラージ礼拝堂のためにも描いている。この作品は本作とは異なり、ラファエロ的な様式を凝結したものである。

## ギャラリー

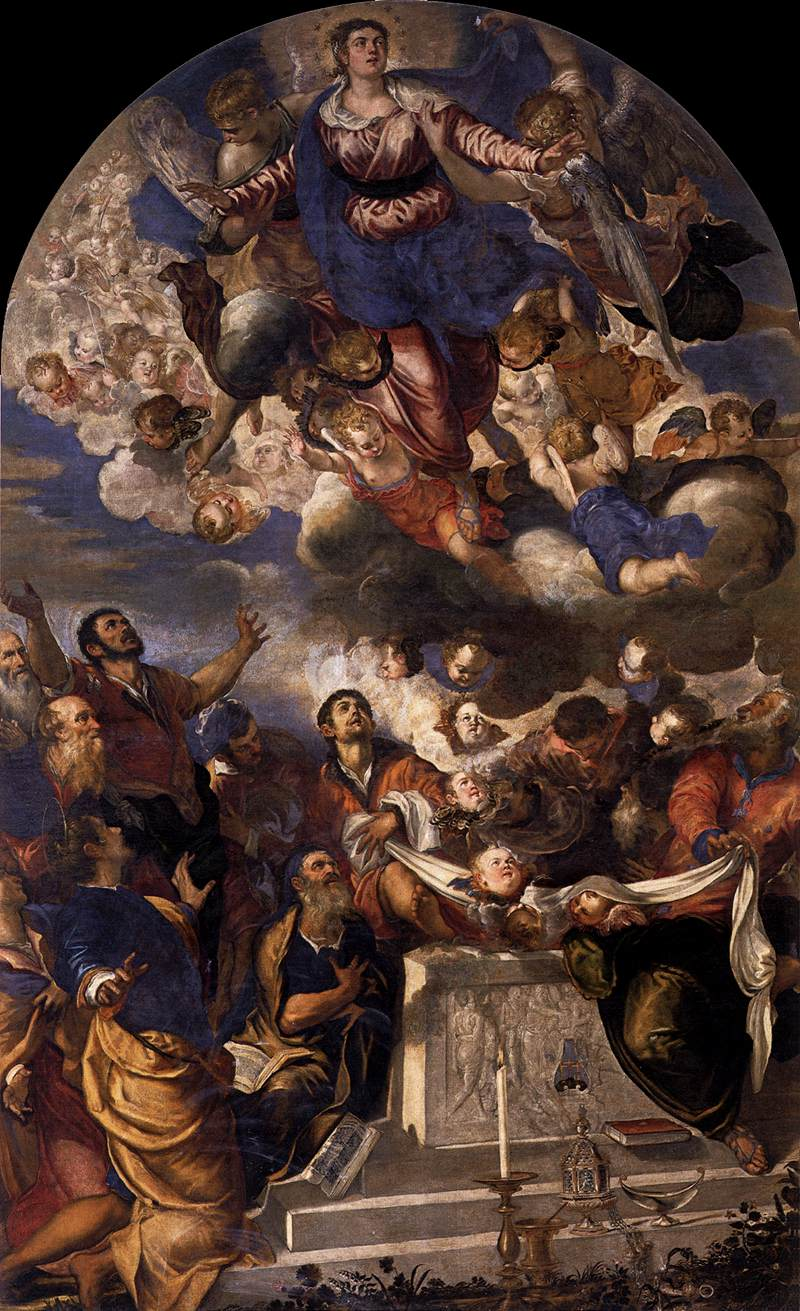
ティントレット『聖母被昇天 (ティントレット)（英語版）』 (1555年ごろ) イ・ジェズィーティ教会 (サンタ・マリア・アッスンタ教会)（英語版）、ヴェネツィア
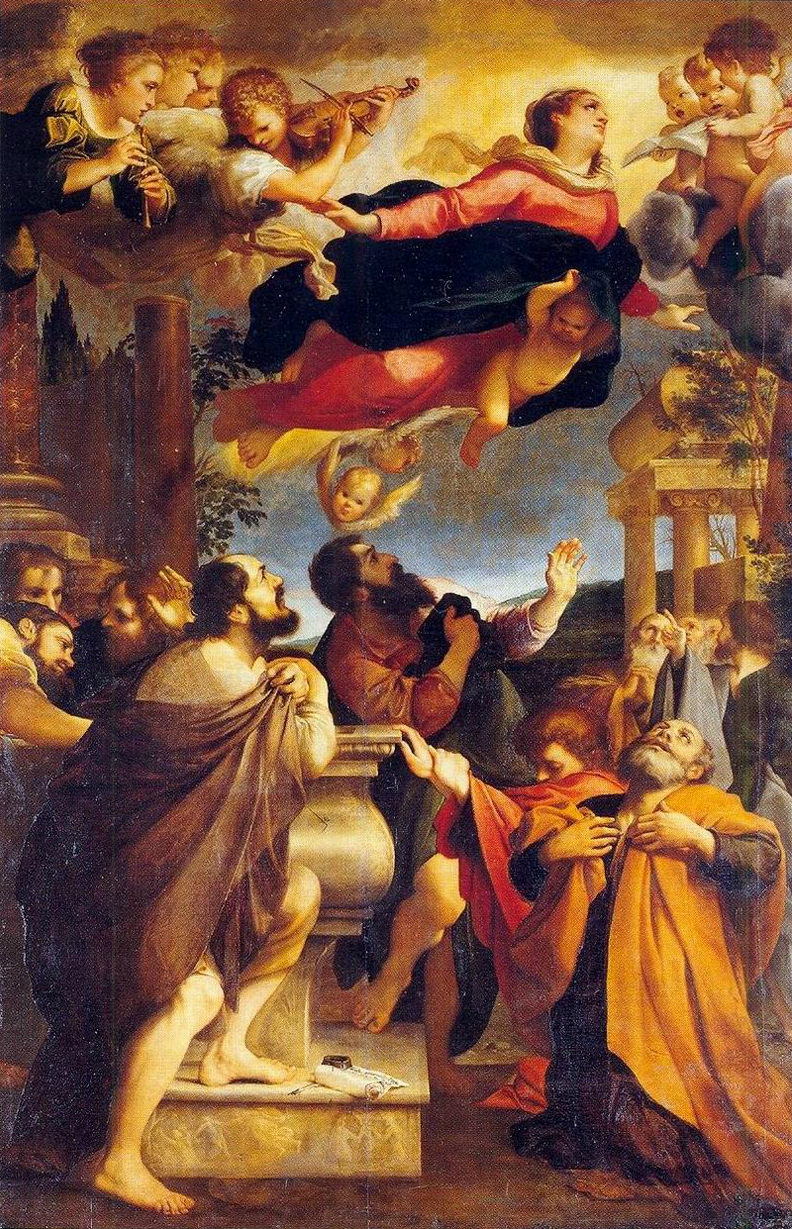
アンニーバレ・カラッチ『聖母被昇天』(1587年ごろ) アルテ・マイスター絵画館、ドレスデン
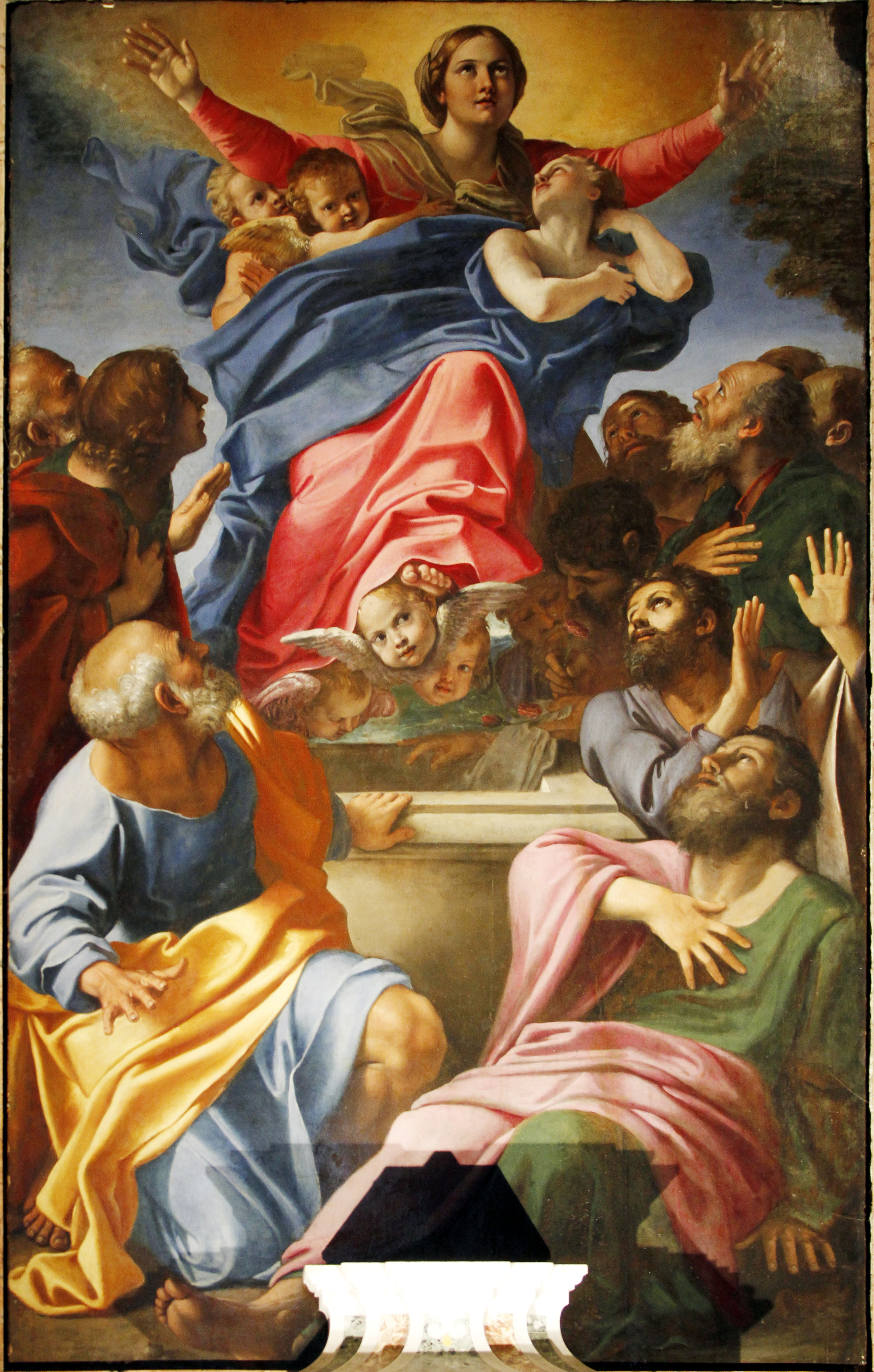
アンニーバレ・カラッチ『聖母被昇天』(1600-1601年) 、サンタ・マリア・デル・ポポロ聖堂（英語版）、ローマ